# هستيريا (ألبوم)
هستيريا (بالإنجليزية: Hysteria)‏ هو ألبوم الاستوديو الرابع لفرقة الهارد روك البريطانية ديف ليبارد والذي صدر في 3 أغسطس 1987 عبر ميركوري ريكوردز وأعيد إصداره في 1 يناير 2000. يعد الألبوم أفضل ألبومات الفرقة مبيعاً حتى اليوم، حيث وصلت مبيعاته لأكثر من 25 مليون نسخة حول العالم، منها 12 مليون في الولايات المتحدة، واحتوى على سبع أغانٍ منفردة ناجحة. وصل الألبوم للمرتبة الأولى على كلٍ من بيلبورد 200 ولائحة الألبومات في المملكة المتحدة.
كان الألبوم هستيريا من إنتاج روبرت جون "مات" لانج. كان العنوان من اقتراح عازف الطبول ريك ألين، في إشارة للحادث المروري الذي تعرض له عام 1984 والتغطية الإعلامية العالمية التالية المحيطة به. الألبوم أيضاً هو الأخير الذي ظهر فيه عازف الإيتار ستيف كلارك قبل موته، بالرغم من أن بعض الأغاني التي شارك في كتابتها ظهرت في ألبوم الفرقة التالي، أدرينالايز.
الألبوم هو المتابع لألبوم الفرقة الناجح من عام 1983، بايرومانيا. استغرق العمل على هستيريا أكثر من ثلاث سنين وتعرض لعدة تأجيلات، بما فيها ما تبع الحادث المروري في 31 ديسمبر 1984 الذي كلف عازف الطبول ريك ألين ذراعه اليسرى. تبعاً لإصدار الألبوم، نشرت ديف ليبارد كتاباً بعنوان أنيمال إنستينكت: ذا ديف ليبارد ستوري، من تأليف محرر مجلة رولينغ ستون ديفيد فريك عن مسيرة تسجيل هستيريا ذات الثلاث سنوات والأوقات العصيبة التي واجهتها الفرقة في منتصف ثمانينات القرن العشرين.
تلقى هستيريا ردود فعل إيجابية من عدد من المصادر. في 1988، صوت قراء مجلة مجلة كيو للألبوم وحصل على المركز 98 بين أفضل الألبومات بين كل العصور، بينما في 2004، حصل الألبوم على المركز 464 على قائمة رولينغ ستون لأفضل 500 ألبوم عبر كل العصور.
بمدة قدرها 62 دقيقة ونصف، كان الألبوم، في ذاك الوقت، أحد أطول الألبوم التي أُصدرت على اسطوانة فينيل واحدة على الإطلاق.

## التاريخ
في البداية، كان من المخطط أن يسمى الألبوم باسم أنيمال إنستينكت (بالإنجليزية: Animal Instinct)‏ بدلاً من هستيريا وأن يكون من إنتاج لانج، لكن الأخير انسحب بعد جلسات ما قبل الإنتاج، ذاكراً الإجهاد بسبب جدوله المرهق في السنوات الفائتة. أُحضِر مكانه كاتب أغاني ميت لوف، جيم ستاينمان، لكن نية ستاينمان في القيام بتسجيل خام تعارض مع رغبة الفرقة في القيام بإنتاج بوب أكبر وأكثر أصالة. ذكر جو إليوت لاحقاً في مقابلة، "تود روندغرين أنتج بات أوت أوف هيل (لميت لوف). جيم ستاينمان كتبه. بعد انفصال ستاينمان بعد تسجيل غير مرضٍ لـ"دونت شوت شوتغان"، حاولت الفرقة إنتاج الألبوم بنفسها مع مهندس لانج نيجل غرين بلا فائدة، وألغيت جلسات التسجيل الأولية بالكامل.
في 31 ديسمبر 1984، فقد ريك ألين ذراعه اليسرى عندما انقلبت سيارته الكورفيت على طريق ريفي. عقب الحادث، وافقت الفرقة على قرار ألين في العودة لعزف الطبول بالرغم من إصابته، مستعملاً طقم طبول إلكترونية/سوتية مع مجموعة من دواسات ديف تقوم بتوليد الضربات (بواسطة ميدي) التي كان سيعزفها بذراعه اليسرى. استمر إنتاج الفرقة ببطء حتى عودة لانج المفاجئة بعد سنة، ونجح ألين في إتقان العزف على طقم الطبول المخصص له. مع ذلك، تأجلت الجلسات لوقت أطول بعد تعرض لانج لحادث مروري (حيث تعرضت ساقه لإصابات تعافى منها بسرعة) ونوبة من النكاف عانى منها المغني جو إليوت في 1986.
حدثت جلسات التسجيل الأخيرة في يناير 1987 لأغنية «أرماغيدون إت» والتأليف في اللحظات الأخيرة لأغنية «بور سام شغر أون مي» لكن لانج قضى ثلاثة أشهر أخرى للقيام بمكس للأغاني. أخيراً، أُصدر الألبوم عالمياً في 3 أغسطس 1987، بـ«أنيمال» كالأغنية المنفردة الأولى في معظم البلدان باستثناء الولايات المتحدة، حيث كانت «وومن» الأغنية المنفردة الأولى.
في الملاحظات الهامشية للألبوم، اعتذرت الفرقة عن الانتظار الطويل بين الألبومين، ووعدت بألا تجعل المعجبين ينتظرون بين الألبومات مثل طول تلك الفترة مرة أخرى. مع ذلك، مع الأحداث اللاحقة، وبالتحديد موت ستيف كلارك، تأجل الألبوم التالي، أدرينالايز، قرابة خمس سنين.
وفقاً لديفيد سيمون، المخرج الإداري لفونوغرام ريكوردز في ذلك الوقت، أن الألبوم ربما كان أغلى تسجيل صُنع في المملكة المتحدة. وفقاً لفيل كولين، كان على الألبوم أن تصل مبيعاته لخمسة ملايين نسخة للتعادل.
لحسن حظ الفرقة، فقد نمت شعبيتها بشكل ملحوظ في موطنها مع مرور السنوات الأربع الفائتة، وتصدر هستيريا اللوائح البريطانية في أسبوع إصداره الأول. كان للألبوم نجاح كبير أيضاً في أجزاء أخرى من أوروبا. في الولايات المتحدة، مع ذلك، عانت الفرقة لاستعادة القوة الدافعة لـبايرومانيا التي فقدتها بعد غياب طويل. دفع نجاح الأغنية المنفردة الرابعة من الألبوم، «بور سام شغر أون مي»، بالألبوم لصدارة لائحة ألبومات بيلبورد 200 بعد قرابة سنة من إصداره. في إصدار بيلبورد بتاريخ 8 أكتوبر 1988، حصلت ديف ليبارد على المركز الأول على كل من لائحتي الأغاني المنفردة والألبومات بـ«لاف بايتس» وهستيريا، على الترتيب.
استمر هستيريا في السيطرة على لوائح الألبومات حول العالم لثلاثة أعوام، وحصل على شهادة 12× «بلاتيني» من قبل رابطة صناعة التسجيلات الأمريكية في 2009. يعتبر الألبوم حالياً صاحب المركز الـ51 بين أفضل الألبومات مبيعاً على الإطلاق في الولايات المتحدة. بقي الألبوم لمدة 96 أسبوع بين أفضل 40 ألبوم في الولايات المتحدة، وهو رقم قياسي تعادل به الألبوم مع بورن إن ذا يو إس أيه. بيعت من الألبوم أكثر من 25 مليون نسخة حول العالم.
اختيرت الأغنية الأولى، «وومن»، كالأغنية المنفردة الأولى للولايات المتحدة، بدلاً من «أنيمال»، في يوليو 1987. علل المدير حينها كليف برنستاين ذلك بأن الفرقة احتاجت لإعادة الاتصال بجمهورها للهارد روك أولاً قبل إصدار أغانٍ منفردة مناسبة لأفضل 40 أغنية. أعطت الاستراتيجية نتائح عكسية نوعاً ما حيث لم تنجح «وومن» في صنع صدمة كبيرة على بيلبورد هوت 100، بوصولها للمركز 80. رغم ذلك، كانت الأغنية من بين أفضل 10 أغانٍ على لائحة الروك، بوصولها للمركز السابع. أُصدرت لاحقاً ست أغانٍ منفردة في الولايات المتحدة، مع وصول «لاف بايتس» للمركز الأول، ووصول ثلاث أخريات لأفضل 10 أغانٍ. حصلت الأغاني المنفردة على نجاح مماثل في المملكة المتحدة.

في حديثه لـكيرانغ! في مايو 2008 عن نجاح الألبوم، تذكر جو إليوت:
بالنسبة لنا، كان الألبوم الأول واعداً، وأظهر الألبوم الثاني الواقع الحقيقي لوجهتنا، وعمل الألبوم الثالث بشكل أفضل في أمريكا مما كان عليه في إنجلترا ببساطة بسبب انعدام الانكشاف الإذاعي هنا وقت صنعنا لـهستيريا، كل شيء كان في مكانه. كان العرض الهوائي والأغاني المنفردة الناجحة مبدأ واحداً لذلك، لكن كان هنالك أيضاً كل العمل الجاد الذي وضعناه في الألبوم - قمنا حرفياً بالتعبد له لإخراج كل نغمة منه بشكل صحيح. كان هنالك أيضاً حادث ريك، طبعاً، ولأكون صريحاً، أنا متأكد من وجود تلك الموجة الأولية من التعاطف لكن متأكد كذلك من أن الألبوم كان سينجح على أية حال. لم تكن أي من الأشياء الأخرى - التجوال، أو الترويج، أو الفيديوهات - لم يكن شيء من ذلك ليعني شيئاً لو لم تكن الأغاني موجودة ولا أزال فخوراً بكل الأغاني في هستيريا.
في 24 أكتوبر 2006، أُصدرت «نسخة ممتازة» بقرصين سي دي من الألبوم، بما فيها ريماستر لأغاني الوجه ب والأغاني الإضافية من فترة الألبوم. العديد من تلك الأغاني، إلى جانب تأليفين لـهستيريا اثنين: «ديزرت سونغ» و«فراكتشرد لاف»، أُبرِزت على ريترو أكتيف، بالرغم من إضافة ريمكسات، وتجديدات، وأجزاء جديدة. تضمن السي دي الممتاز من النسخة الممتازة لـهستيريا نسخ الوجه ب الأصلية من تلك التسجيل بدون أية تغييرات.
أثناء فترة سكنها في ذا جوينت من 22 مارس إلى 10 أبريل من عام 2013، غنت ديف ليبارد الألبوم بأكمله، من البداية حتى النهاية. تبع ذلك الألبوم المباشر فيفا! هستيريا الذي سُجل أثناء تلك الإقامة وأُصدر في 22 أكتوبر 2013، والذي تضمن غناء كامل ألبوم هستيريا بشكل مباشر.

## الفكرة
كان الهدف الذي وضعه لانج للألبوم أن يكون نسخة الروك من ثريلر لمايكل جاكسون، حيث خطط لجعل في كل أغنية فيه إمكانية أن تكون أغنية منفردة ناجحة. بهذا المبدأ، كُتبت كل الأغاني في الألبوم بأخذ هذا الهدف في الحسبان — الأمر الذي أحبط معجبي الهيفي ميتال الذي طالبوا بألبوم لاحق فوري لـبايرومانيا. كُتبت غالبية أغنية «لاف بايتس» بأسلوب بالاد كونتري من قِبل لانج عندما لفت انتباه الفرقة لذلك.
في حين احتوى بايرومانيا على آثار من صوت الهيفي ميتال الموسيقي التقليدي لديف ليبارد في ألبوميها الأولين، لكن هستيريا تخلص منه لصالح التقنيات الصوتية الأحدث ذلك الوقت (التي برزت بأفضل أشكالها في «روكيت»، و«لاف بايتس»، و«إكسايتابل»، و«غادز أوف وور»). مثل حال بايرومانيا، فقد سُجلت كل أغنية بواسطة كل عضو في الاستوديو على انفراد بدلاً من الفرقة بأكملها. عُززت الأنغام الصوتية المتعددة بواسطة مهارات لانج، بما فيها صوتيات الخلفية الخادعة في كل الأغاني. كانت مقاطع الإيتار تلك الفترة مركزة أكثر على التوكيد على اللحن أكثر من أنغام غيتار الهارد روك الأساسية والمبتذلة. استعملت الفرقة مضخم الصوت روكمان، الذي ابتكره عازف الإيتار توم شولتز من فرقة الروك بوسطن، لتسجيل الألبوم، الذي وصفه مهندس الصوت مايك شيبلي بأنه «صندوق صغير غزر» ذو «صوت فظيع» و«ليست فيه رجولة حقيقية»، لكنه استُعمل لأن المضخمات الأخرى المستعملة كانت ذات صوت «متفتت» غير مناسب لصنع طبقات للإيتار، والتي اعتقد لانج بأنها لم تكن «تجارية» بشكل كافٍ.
إضافة لذلك، تم تسجيل كل أصوات الطبول في الألبوم من قِبل لانج والمهندسين، وشُغلت من قبل فيرلايت سي إم آي. في مقابلة مع مجلة ميكس عام 1999، نوه شيبلي، «انتهي العمل على» بايرومانيا«في نفس اليوم، بتقنية 8-بت فيرلايت الرخيصة، حيث كان علينا اكتشاف كيفية تسجيل كل شيء بنصف السرعة نحو الفيرلايت لجعلها تبدو كما لو أن لها نغمة خاصة بها، وتكديسنا أكواماً من الأوتار وطبول البيس». نوه شيبلي أيضاً إلى أن أصوات الطبول قد تم التعامل معها في النهاية لأن تركيب كل أغنية قد يتغير بشكل جذري للغاية، وبسبب الصعوبات التقنية.
قاد هذا الأسلوب الفريد أحياناً لأوقات زمنية مرهقة في استوديو التسجيل. كانت الأغنية كبيرة النجاح، «بور سام شغر أون مي»، آخر أغنية كُتبت ولكنها أُنهيت بسرعة خلال أسبوعين. في تباين حاد، استغرقت النسخة الأخيرة من «أنيمال» قرابة ثلاث سنوات كاملة لإنشائها لكنها لم تكن بمثل نجاح الأغاني المنفردة الأخرى بالرغم من وصولها للمرتبة #19 على بيلبورد هوت 100.
كانت تلك معادلة ناجحة كررها لانج مع زوجته السابقة شنايا توين في موسيقى الكونتري بالألبومين ذا وومان إن مي وكام أون أوفر.

## الاستقبال النقدي
حظي هستيريا بإشادة من النقاد. أعطى ناقد أول ميوزيك ستيف هيوي الألبوم تقييماً بخمس نجوم وصرح بأن «إنتاج مات لانج الطبقي والأملس لـبايرومانيا تحول إلى هوس مرهق بالتفاصيل الصوتية الكثيفة في هستيريا، ونتج عن ذلك إهمال بعض النقاد للألبوم كونه تراجع بوب ميكانيكي متيبس (ربما يعود ذلك جزئياً لطقم طبول ريك ألين الجديد والإلكتروني جزئياً». قال هيوي بأن الألبوم لم يكن هيفي ميتال بدل كان بدلاً من ذلك مثالاً شامخاً للبوب ميتال.
في 2005، حصل هستيريا على المركز 464 في كتاب مجلة هارد روك لـأفضل 500 ألبوم روك وميتال في كل العصور. أُدرج الألبوم أيضاً في الكتاب 1001 ألبوم على سماعها قبل الموت.

## قائمة الأغاني
جميع الأغاني من تأليف ستيف كلارك، فيل كولين، جو إليوت، مات لانج وريك سافج. 
| 1.            | "وومن"               | 5:42  |       |       |       |       |       |       |       |       |       |
| 2.            | "روكيت"              | 6:37  |       |       |       |       |       |       |       |       |       |
| 3.            | "أنيمال"             | 4:04  |       |       |       |       |       |       |       |       |       |
| 4.            | "لاف بايتس"          | 5:46  |       |       |       |       |       |       |       |       |       |
| 5.            | "بور سام شغر أون مي" | 4:27  |       |       |       |       |       |       |       |       |       |
| 6.            | "أرماغيدون إت"       | 5:24  |       |       |       |       |       |       |       |       |       |
| 7.            | "غادز أوف وور"       | 6:37  |       |       |       |       |       |       |       |       |       |
| 8.            | "دونت شوت شوتغان"    | 4:26  |       |       |       |       |       |       |       |       |       |
| 9.            | "ران رايوت"          | 4:39  |       |       |       |       |       |       |       |       |       |
| 10.           | "هستيريا"            | 5:54  |       |       |       |       |       |       |       |       |       |
| 11.           | "إكسايتابل"          | 4:19  |       |       |       |       |       |       |       |       |       |
| 12.           | "لاف آند أفيكشن"     | 4:37  |       |       |       |       |       |       |       |       |       |
| المدة الكلية: | المدة الكلية:        | 62:32 | 62:32 | 62:32 | 62:32 | 62:32 | 62:32 | 62:32 | 62:32 | 62:32 | 62:32 |

| 13. | "لاف آند أفيكشن" (مباشرة في تيلبورخ، هولندا) | 4:50 |

| 13. | "تير إت داون"                                 | كلارك، كولين، إليوت، سافج       | "وومن" الأغنية المنفردة في الولايات المتحدة و"أنيمال" الأغنية المنفردة في المملكة المتحدة  | 3:38 |
| 14. | "رايد إنتو ذا سان" (نسخة 1987 المعاد تسجيلها) | إليوت، سافج                     | "هستيريا" الأغنية المنفردة                                                                 | 3:12 |
| 15. | "آي وانا بي يور هيرو"                         | كلارك، كولين، إليوت، سافج، لانج | "بور سام شغر أون مي" الأغنية المنفردة و"أنيمال" الأغنية المنفردة في الولايات المتحدة       | 4:29 |
| 16. | "رينغ أوف فاير"                               | كلارك، كولين، إليوت، سافج، لانج | "أرماغيدون إت" الأغنية المنفردة و"بور سام شغر أون مي" الأغنية المنفردة في الولايات المتحدة | 4:42 |

| 1.  | "إليكتد" (مباشرة في تيلبورخ، هولندا)                                                                           | أليس كوبر، غلين باكستون، مايكل بروس، دينيس دوناوي، نيل سميث | 4:19 |
| 2.  | "لاف آند أفيكشن" (مباشرة في تيلبورخ، هولندا)                                                                   | | 4:50 |
| 3.  | "بيلي'ز غات أ غان" (مباشرة في تيلبورخ، هولندا)                                                                 | إليوت، بيت ويليس، كلارك، سافج، لانج | 5:21 |
| 4.  | "روك أوف إيجز" ميدلي: نات فيد أواي/ماي جينيريشن/رادار لاف/كام توغيذر/هول لوتا لاف" (مباشرة في تيلبورخ، هولندا) | إليوت، كلارك، لانج؛ بودي هولي، نورمان بيتي؛ بيت تاونزهيند؛ باري هاي، جورج كويمانز؛ جون لينون، بول مكارتني؛ جيمي بيج، روبرت بلانت، جون بول جونز، جون بونهام، ويلي ديكسون | 8:42 |
| 5.  | "وومن" (مباشرة في دنفر، كولورادو)                                                                              | كلارك، كولين، إليوت، سافج، لانج | 6:29 |
| 6.  | "أنيمال" (النسخة المطولة)                                                                                      | كلارك، كولين، إليوت، سافج، لانج | 4:41 |
| 7.  | "بور سام شغر أون مي" (النسخة المطولة)                                                                          | كلارك، كولين، إليوت، سافج، لانج | 5:38 |
| 8.  | "أرماغيدون إت" (ذا نيوكلير مكس)                                                                                | كلارك، كولين، إليوت، سافج، لانج | 7:41 |
| 9.  | "إكسايتابل" (أورغازميك مكس)                                                                                    | كلارك، كولين، إليوت، سافج، لانج | 6:27 |
| 10. | "روكيت" (ذا لونار مكس)                                                                                         | كلارك، كولين، إليوت، سافج، لانج | 8:43 |
| 11. | "ريليس مي" (مسجلة باسم ستامبوس ماكسيموس آند ذا غود أول' بويز)                                                  | إيدي ميلر، روبرت يونت، جيمس بيبورث | 3:33 |

## اللوائح
| العام | اللائحة                                        | المركز |
| ----- | ---------------------------------------------- | ------ |
| 1987  | أفضل 40 في المملكة المتحدة                     | 1      |
| 1988  | بيلبورد 200 الأمريكية                          | 1      |
| 1989  | لائحة ألبومات رابطة صناعة التسجيلات الأسترالية | 1      |

## الشهادات
| البلد            | المزود   | الشهادة (عتبة المبيعات) |
| ---------------- | -------- | ----------------------- |
| الولايات المتحدة | ر.ص.ت.أ. | 12× "بلاتيني"           |
| كندا             | ر.ص.ت.ك. | 10× "بلاتيني"           |
| المملكة المتحدة  | ص.ص.ب.   | 2× "بلاتيني"            |
| أستراليا         | أريا     | 4× "بلاتيني"            |

## طاقم العمل

### ديف ليبارد
- جو إليوت - الغناء الرئيسي
- فيل كولين - الإيتار
- ستيف كلارك - الإيتار
- ريك سافج - غيتار البيس
- ريك ألين - الطبول

### طاقم العمل الإضافي
- ذا بانكرابت براذرز (إشارة مازحة أخرى لديف ليبارد نفسها ومات لانج) - مساعد الغناء
- فيليب نيكولاس - برمجة فيرلايت

### الإنتاج
- روبرت جون "مات" لانج - منتج
- نيجل غرين - مهندس، مهندس مساعد، مكس
- إروين ماسبر - مهندس
- رونالد برينت - مهندس
- مايك شيبلي - ميكس
- بوب لودفج - ماستر
- هاوي واينبرغ - ماستر
- روس هالفين - التصوير
- لوري لويس - التصوير
- مارك فلانيري - مشغل الشريط

### تصميم العمل الفني
- أندي إيرفيكس @ ساتوري

## وصلات خارجية
- هستيريا على موقع أول موفي (الإنجليزية)
- هستيريا (أدوبي فلاش) على راديو3نت (نسخة بث حي للمواد المرخصة)

| سبقه OU812 لـفان هيلين أبيتايت فور ديستراكشن لـغنز آن روزز تريسي شابمان لـتريسي شابمان | ألبوم المرتبة الأولى على بيلبورد 200 (الولايات المتحدة) 23 يوليو – 5 أغسطس 1988 13–19 أغسطس 1988 3–23 سبتمبر 1988 | تبعه أبيتايت فور ديستراكشن لغنز آن روزز رول وذ إت لـستيف وينوود أبيتايت فور ديستراكشن لغنز آن روزز |
| سبقه هيتس 6 لفنانين متعددين                                                            | ألبوم المرتبة الأولى على لائحة الألبومات (المملكة المتحدة) 29 أغسطس 1987 – 4 سبتمبر 1987                          | تبعه هيتس 6 لفنانين متعددين                                                                        |
| سبقه ذا راو آند ذا كوكد لـفاين يونغ كانيبالز                                           | ألبوم المرتبة الأولى على لائحة ألبومات أريا (أستراليا) 24 يوليو – 13 أغسطس 1989                                   | تبعه ماتشبوك لـإيان موس                                                                            |